# Céphale et Procris

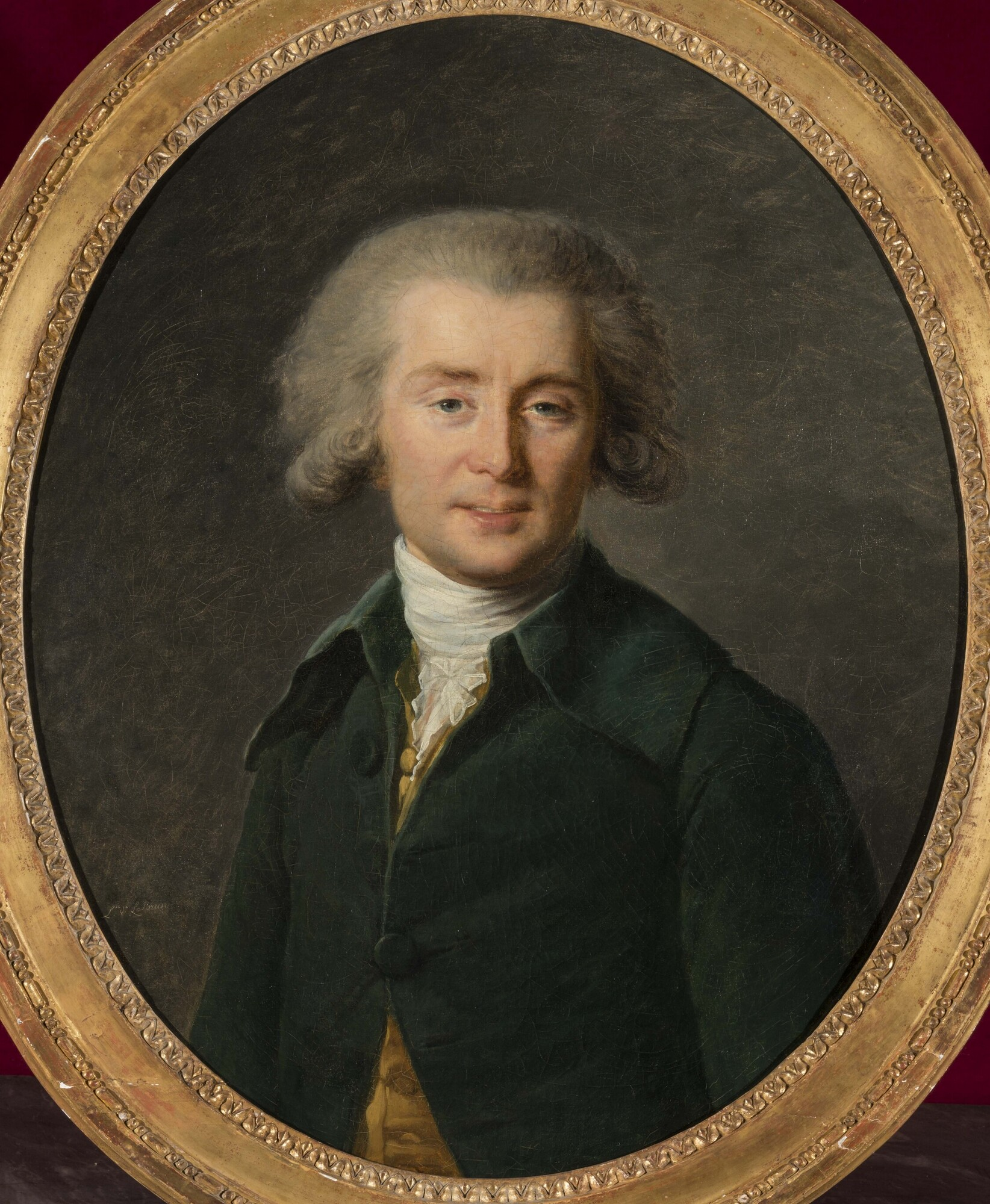
André Grétry

Céphale et Procris ou l’Amour conjugal är en opera med musik av André Grétry och libretto av Jean-François Marmontel efter den antika myten om Kefalos och Prokris såsom den berättas av Ovidius i Metamorfoser. Verket är i form av en ballet héroïque i tre akter. Den hade premiär på slottet i Versailles den 30 december 1773.

## Uppförandehistorik
Céphale et Procris spelades första gången i Versailles den 30 december 1773 som en del av bröllopsfestligheterna mellan greven av Artois (kung Ludvig XV:s tredje barnbarn) och prinsessan Maria Teresa av Savojen. Den togs inte väl emot då publiken fann musiken för modern. Den fick nypremiär på Académie royale de musique (Parisoperan) den 2 maj 1775, där den spelades 12 föreställningar. Åter igen var mottagandet svalt med kritiker som sköt in sig på inkonsekventa detaljer i Marmontels libretto. Ett framförande i maj 1777 hade mer succé med en total spelperiod av 26 föreställningar.

## Musik och libretto
Céphale et Procris var del av ett försök att introducera en mer italiensk stil vad gällde recitativ, arior och ensembler i den seriösa franska operan. Den har dock mycket gemensamt med samtida verk såsom Philidors Ernelinde, princess de Norvège (1767) och Gossecs Sabinus (1773), vilka båda spelades under greven av Artois bröllopsfestligheter.
Trots att Marmontel beskriver operan som en ballet héroïque skriver musikhistorikern Benoït Dratwicki att Céphale et Procris inte riktigt passar in på genren såsom den utvecklades under 1700-talet. Den ligger närmare till en tragédie lyrique och innehåller även vissa element som pekar framåt mot romantikens musik.

## Personer
| Roller                | Stämma  | Premiärbesättning 30 december 1773 |
| --------------------- | ------- | ---------------------------------- |
| Céphale (Kefalos)     | baryton | Henri Larrivée                     |
| Procris               | sopran  | Sophie Arnould                     |
| Aurore (Aurora)       | sopran  | Marie Jeanne Larrivée              |
| Palès (Pales)         | sopran  |                                    |
| Flore (Flora)         | sopran  | Rosalie Levasseur                  |
| La Jalousie (Avunden) | sopran  | Mlle Duplant                       |
| L'Amour (Cupido)      | sopran  |                                    |

## Handling

### Akt 1
Scen: En skog

Procris är en nymf som en gång följde gudinnan Diana men hon lämnade det livet efter att ha förälskat sig i jägaren Céphale. Morgonrodnadens gudinna Aurora är också kär i Céphale och planerar att röja sin rival ur vägen. Hon förklär sig och förutspår att Céphale ska bli ett medel för Dianas hämnd och kommer döda Procris. För att undvika detta rymmer Céphale från Procris.

### Akt 2
Scen: Auroras palats

Céphale söker skydd i Auroras palats men gudinnan lyckas inte förföra honom då han fortfarande älskar Procris.

### Akt 3
Scen: En övergiven glänta i skogen

Avunden plågar Procris med fasan att Céphale har övergivit henne. Han närmar sig och hon gömmer sig för att kunna tjuvlyssna. Han misstar hennes suckar för ljudet av ett djur och han skjuter henne med en pil och sårar henne dödligt. Dianas hämnd är fullbordad. Men Cupido stiger ned från himlen, återupplivar Procris och skänker paret odödlighet.

## Inspelningar

### Kompletta
- Céphale et Procris, Pierre-Yves Pruvot (Céphale), Katia Vellétaz (Procris), Les Agrémens et le Chœur de Chambre de Namur, dirigerad av Guy Van Waas (Ricercar, 2 CDs, 2010)

### Ballet suite
- På Grétry: Suites and Overtures, Orchestre de Bretagne, dirigerad av Stefan Sanderling (ASV 1 CD, 2001)